# Eugen Klöpfer
Eugen Klöpfer, född 10 mars 1886 i Talheim, Baden-Württemberg, Kejsardömet Tyskland, död 3 mars 1950 i Wiesbaden, Hessen, Västtyskland, var en tysk skådespelare, regissör och teaterchef. Klöpfer filmdebuterade 1918 och hade innan dess verkat vid olika mindre teatrar i Tyskland. Från 1920 var han anställd vid Deutsches Theater, Berlin. Klöpfer kom att bli en mycket uppburen skådespelare efter NSDAPs maktövertagande i Tyskland 1933. Han blev snabbt partimedlem och medverkade redan samma år i propagandafilmen Flyktingar. Han blev ett år senare direktör för Volksbühne i Berlin och utnämnd till staatsschauspieler. Han kom också att inneha höga poster i Reichstheaterkammer och UFAs styrelse. Flera uppträdanden i propagandafilmer följde, många i regi av Veit Harlan. Han hade bland annat en större biroll i den antisemitiska Jud Süss. Efter andra världskrigets slut belades han med yrkesförbud av Allierade kontrollrådet då bland annat skådespelaren Joachim Gottschalk begått självmord till följd av den strikt ariska kulturpolitik som fördes under bland andra Klöpfers ledarskap.

## Filmografi
- 1921 – Sista dansen
- 1922 – Den brinnande åkern
- 1931 – 1914
- 1931 – Mannen med järnhanden
- 1933 – Flyktingar
- 1935 – Blomsterflickan
- 1940 – Jud Süss
- 1941 – Friedrich Schiller - Der Triumph eines Genies
- 1941 – Mein Leben für Irland
- 1941 – Musikens vagabond
- 1942 – Den gyllene staden
- 1944 – I tonernas värld
- 1945 – Shiva und die Galgenblume